# 威廉·P·索恩
威廉·P·索恩（William Pryor Thorne，1845年3月5日—1928年5月28日），美国政治人物。
他担任第29任肯塔基州副州长，任期从1903年至1907年。他出生于肯塔基州谢尔比县，死于1928年。